# Lluvias de trasvase
Las lluvias de trasvase son un fenómeno atmosférico de tipo hidrometeorológico, que se caracterizan por nubes de lluvia y humedad provenientes de la sierra y selva del Perú, transportadas hacia la costa peruana.

## Transporte de las lluvias de trasvase
Estas lluvias se transportan por los fuertes vientos que soplan en la selva y la sierra peruana, en algunos casos, llegando más rápido a la costa y litoral peruano, creando al nivel nacional (en algunos casos) varias inundaciones en zonas de alto riesgo en la costa peruana y varios episodios de lluvia y tormenta.

## Tipos de trasvases
Estos tipos de trasvases pueden ser los siguientes:
- Lluvias: la mayoría de veces son de ligera intensidad, en ocasiones, pueden ser de moderada intensidad o fuerte.
- Tormentas: la mayoría son de poca duración, pero algunas veces duran hasta 8 minutos o hasta 2 horas, pocas veces ocurren.

## Gotas de lluvia
Las gotas no tienen forma de lágrima (redondas por abajo y puntiagudas por arriba), como se suele pensar. Las gotas pequeñas son casi esféricas, mientras que las mayores están achatadas. Su tamaño oscila entre los 0,5 y los 6,35 mm, mientras que su velocidad de caída varía entre los 8 y los 32 km/h; dependiendo de su intensidad y volumen.

## Episodios de lluvias intensas
El 20 de septiembre de 2019, a pocos días para la primavera, se registró varias lluvias a nivel nacional en zonas costeras como Lima, Ica y Trujillo, la lluvia a nivel nacional duro 2 horas y en otras 3, las lluvias tuvieron una intensidad de ligera a moderada intensidad, siendo Trujillo la más afectada con 10,4mm, en Lima y Ica se registraron 3,34mm y 3,56mm (ligera intensidad).
Al día siguiente, en las ciudades afectadas se registraron aniegos e inundaciones.
Otro caso ocurrió en Lima, el 10 de marzo de 2018, donde aproximadamente a las 22:30 horas, se ven en los cielos limeños truenos y relámpagos en zonas como La Molina, Barranco, San Borja, Surco, Ate y parte de San Isidro (limitando con San Borja) y 3 minutos después, se registra una intensa lluvia de moderada intensidad en las zonas anteriores, llegando la precipitación a 6mm en las zonas afectadas, luego hubo mucha congestión vehicular, producto de las fuertes precipitaciones.
El 22 de enero de 2019, en Tacna, Perú se registró una tormenta eléctrica con lluvia en horas de la tarde prolongándose a 2 horas de tormenta eléctrica, según los ciudadanos la lluvia fue intensa, la precipitación fue moderada pero causando estragos en la ciudad. La tormenta también llegó a la costa norte de Chile, en Arica, Chile donde la precipitación impresiono a los ciudadanos.
El 24 de mayo de 2021 se registró una caída de relámpagos en Lima y Callao, que empezó aproximadamente a las 6 a. m. y duró casi 1 hora, escuchándose fuertes truenos y apreciándose cada cierto tiempo rayos. Luego de parar la caída de rayos se presentó una fuerte lluvia. y en ciertos lugares cayó granizo. Tiempo después salió el sol y se pudo apreciar un cielo azul.

## Inundaciones
En Perú, las zonas costeras tienen mayor riesgo de inundaciones, causando que sean más vulnerables y más peligrosas en zonas como el centro y norte de Lima, pero no han ocasionado muertes por la cantidad de precipitación, que en algunos casos llega a ser de ligera intensidad.